# Храм Серафима Саровского (Хабаровск)
Храм Серафима Саровского — православный храм в Хабаровске, на Серафимовой горке, возведённый в 2001—2004 годах при активной деятельности протоирея Сергея Мещерякова. Относится к Хабаровской епархии Русской православной церкви.
Настоятель Храма Серафима Саровского протоиерей Виталий Кудря.

## История
Основание храма связано с многочисленными знаменьями, после того как в 1993 году владыка Иннокентий с благословения патриарха Алексия II привез в Хабаровск икону преподобного Серафима Саровского и частицу его святых мощей. Храм был освящён на столетие со дня прославления преподобного Серафима Саровского, 29 мая 2008 года епископом Марком.
На территории, окружающей храм, построен ландшафтный парк с искусственными озёрами, бывший пустырь возле Хабаровского политехнического института превращён в место для отдыха.
Вблизи храма возведена одноимённая часовня.

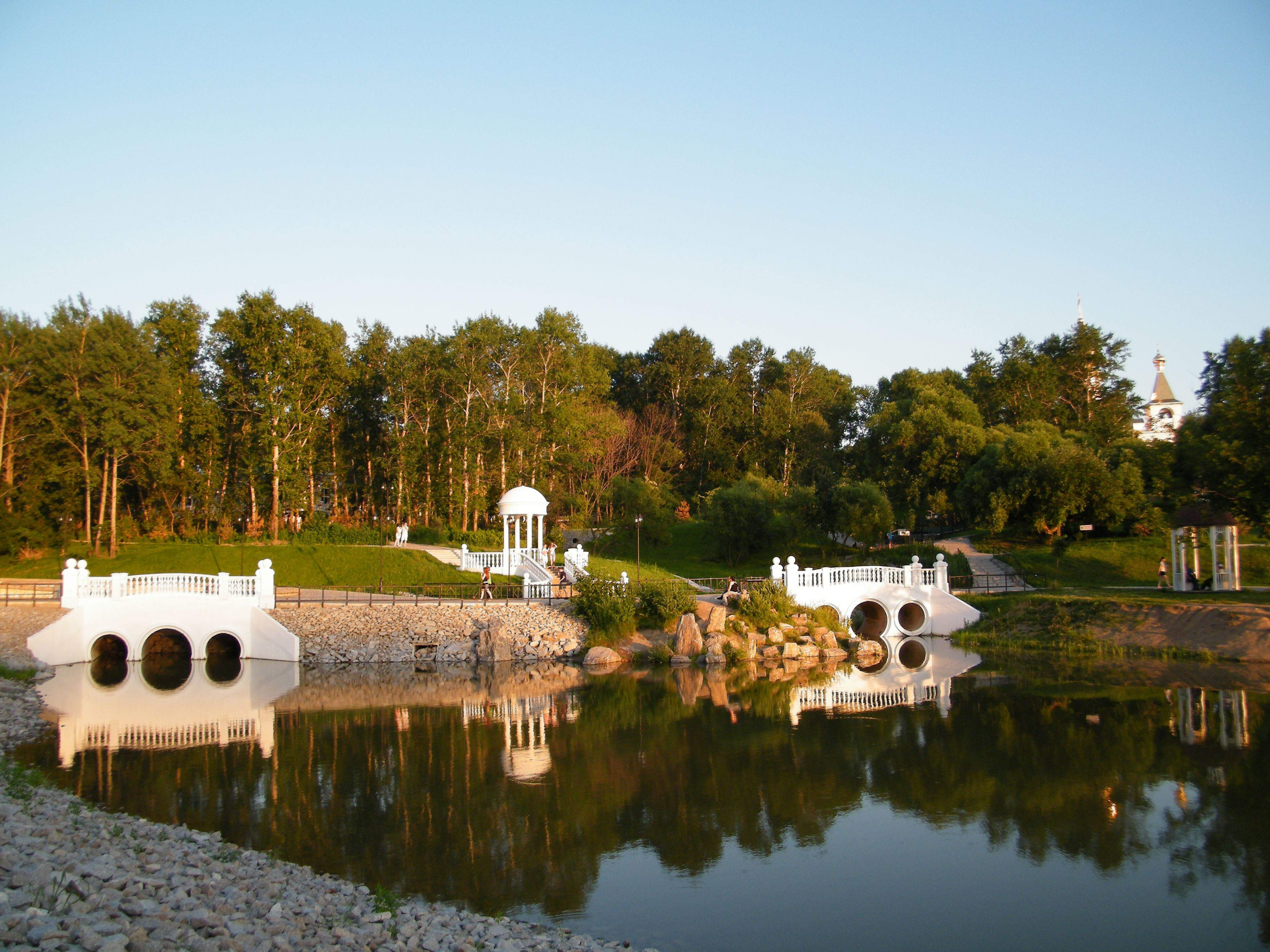
В парке
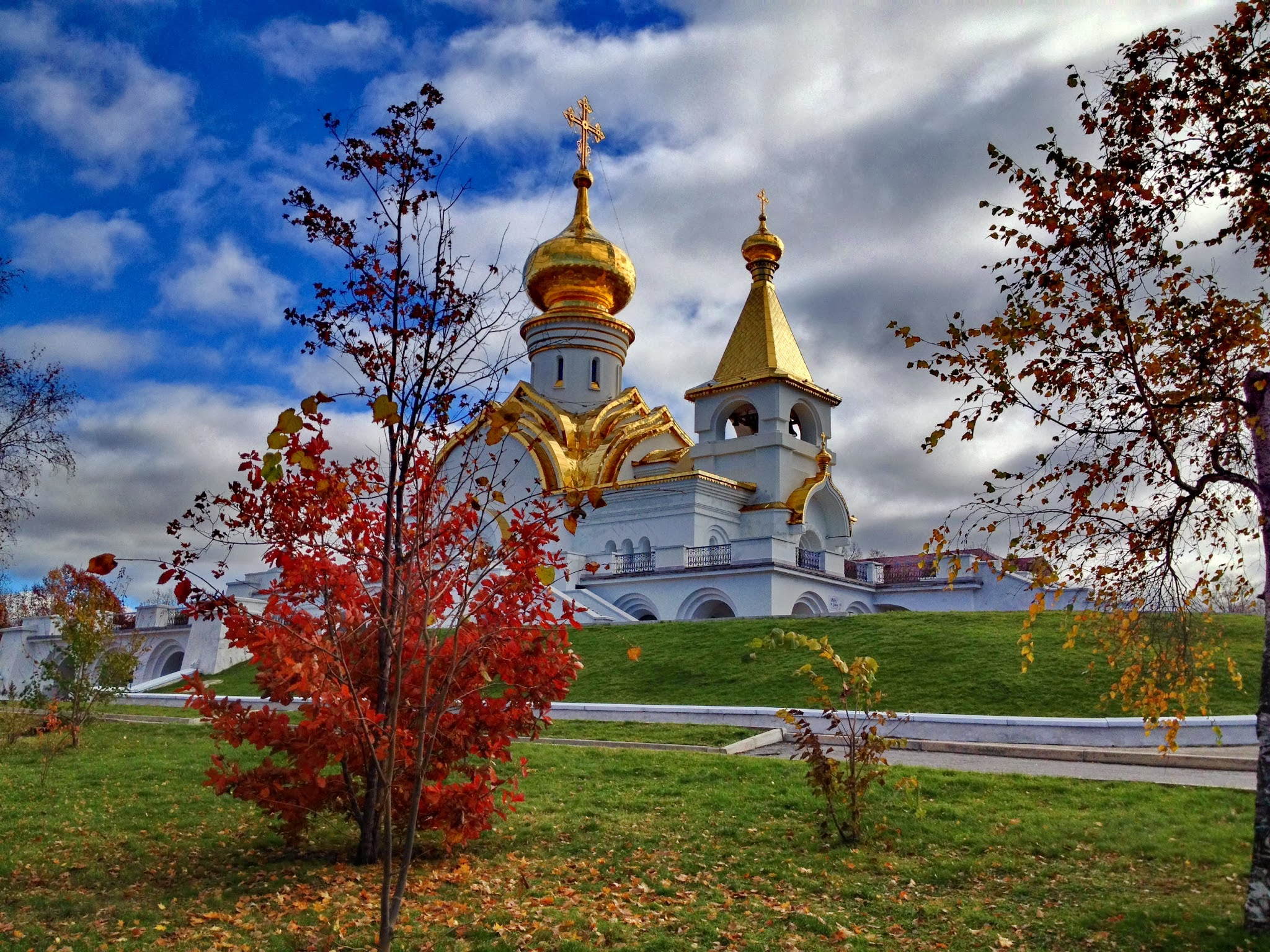
Вид из парка
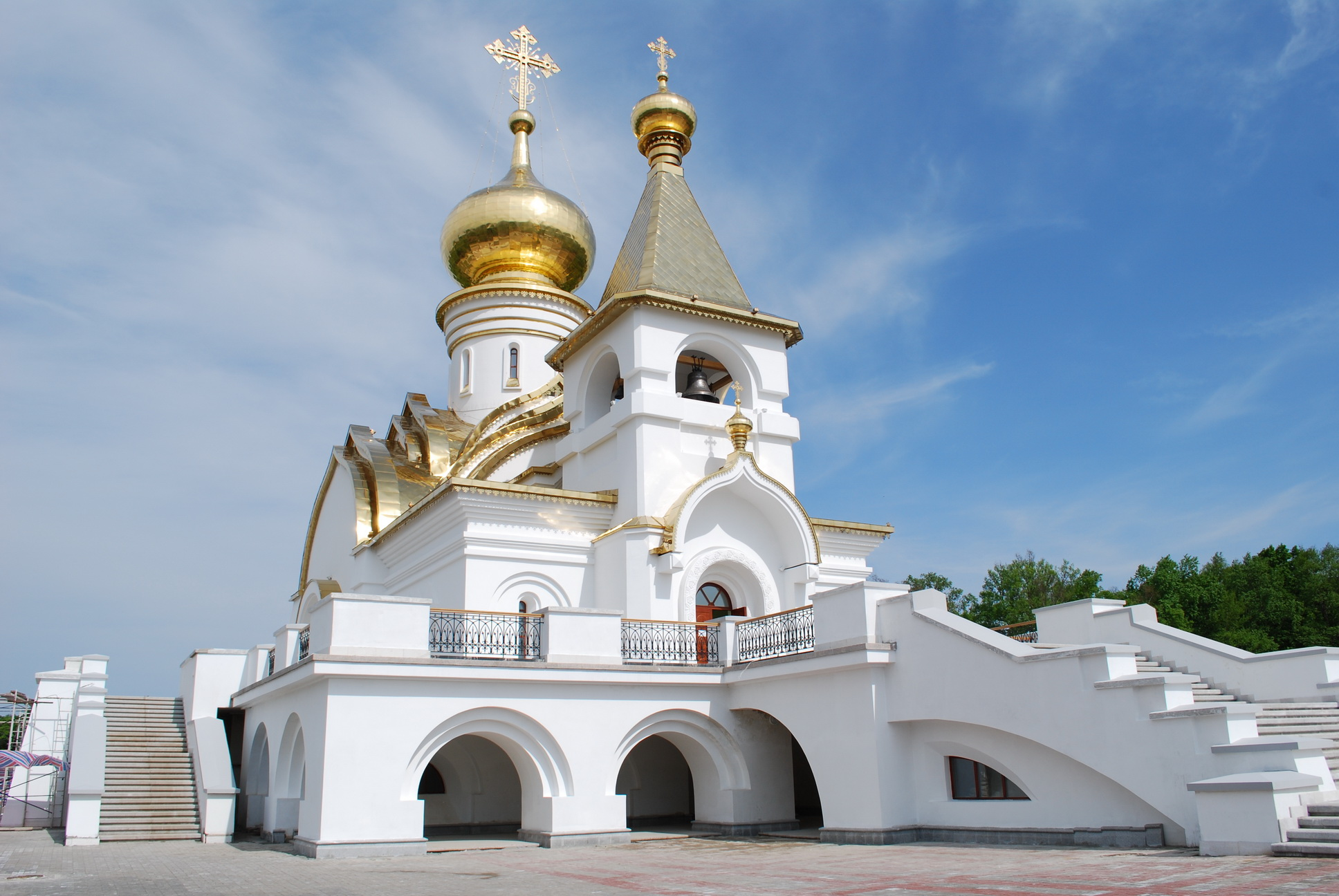
Общий вид

## Духовенство
- Настоятель храма — протоиерей Виталий Кудря
- Протоиерей Сергий Самсонов
- Иерей Димитрий Карагодин
- Иерей Стефан Нохрин[2]